# Střelná
Střelná (in tedesco Strelna) è un comune della Repubblica Ceca facente parte del distretto di Vsetín, nella regione di Zlín.